# Catochrysops rennellensis
Catochrysops rennellensis är en fjärilsart som beskrevs av Francis Gard Howarth 1962. Catochrysops rennellensis ingår i släktet Catochrysops och familjen juvelvingar. Inga underarter finns listade i Catalogue of Life.